# Capetus (lưỡng cư)
Capetus  là một chi temnospondyli tuyệt chủng từ Cacbon sớm của Cộng hòa Czech. Nó đạt đến một chiều dài 150 cm.

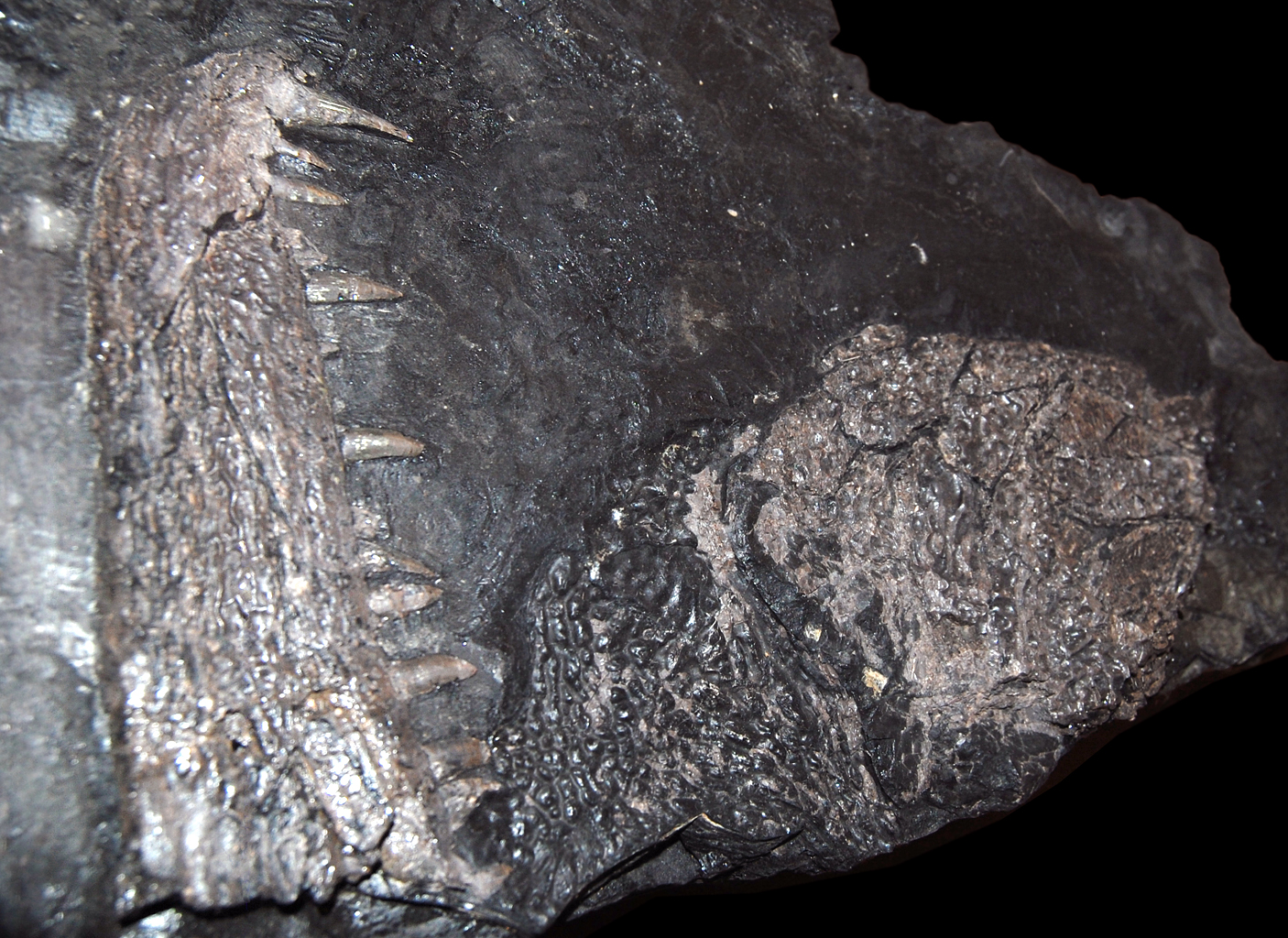
Fossil